# Asceles validus
Asceles validus är en insektsart som beskrevs av Ludwig Redtenbacher 1908. Asceles validus ingår i släktet Asceles och familjen Diapheromeridae. Inga underarter finns listade i Catalogue of Life.